# Saltillo (lettre)
Pour les articles homonymes, voir Saltillo (homonymie).
Cette page contient des caractères spéciaux ou non latins. S’ils s’affichent mal (▯, ?, etc.), consultez la page d’aide Unicode.
Ꞌ (minuscule ꞌ), nommée saltillo, est une lettre additionnelle qui est utilisée pour écrire certaines langues du Mexique, comme le cora, le nahuatl, le me’phaa, l’huastèque de Veracruz, l’otomi d’Acazulco, le pame du Nord ou le zapotèque d'Ocotlán, du Nigéria comme l’izere ou encore des Salomon. Sa graphie majuscule est également utilisée dans l’orthographe de plusieurs langues africaines comme capitale du coup de glotte.

## Utilisation
En 2006, Constable et Priest estime que le saltillo est utilisé dans au moins 89 langues au Mexique, dont notamment dans l’orthographe du mixtèque adoptée par l’Académie de la langue mixtèque, ainsi que dans au moins 134 langues dans 25 pays différents, comme le bissa, le dioula, le mangbetu, le dan, le sa'a ou le kwara'ae. Dans la proposition de codage de caractères Unicode pour le saltillo, Constable et Priest donne des exemples d’usage en huastèque de Veracruz, me’phaa (acatepec, tlacoapa, malinaltepec, azoyú) et nahuatl (nahuatl de l’Isthme-Mecayapan) au Mexique, ainsi qu’en izere au Nigeria.
Le saltillo est utilisé dans l’orthographe du cora d’El Nayar notamment dans l’ouvrage d’Eugene Casad et Betty Casad publié par SIL International en 2012, mais y est appelé « apostrophe ».
En otomi d’Acazulco, le guide d’orthographe publié par le Proyecto de documentación lingüística del Otomí de Acazulco utilise aussi une apostrophe droite qui semble être le saltillo.
En zapotèque d'Ocotlán, l’orthographe de Donald Olson, publié par SIL International en 2009, utilise le saltillo pour le coup de glotte.
En arosi, le saltillo est utilisé pour transcrire le coup de glotte, notamment dans la traduction du Nouveau Testament publiée par Wycliffe Bible Translators (en) et la Société biblique du Pacifique sud en 2004.

## Représentation informatique
Cette lettre peut être représentée avec les caractères Unicode suivants :
| formes    | représentations | chaînes de caractères | points de code | descriptions                     |
| --------- | --------------- | --------------------- | -------------- | -------------------------------- |
| capitale  | Ꞌ               | Ꞌ                     | U+A78B         | lettre majuscule latine saltillo |
| minuscule | ꞌ               | ꞌ                     | U+A78C         | lettre minuscule latine saltillo |